# Lucas Sang
Lucas Sang (* 12. Februar 1961; † 1. Januar 2008 in Eldoret) war ein kenianischer Leichtathlet.

## Leben
Sang nahm 1988 an den Olympischen Sommerspielen 1988 in Seoul teil. Im 400-Meter-Lauf schied er in 45,72 Sekunden im Viertelfinale aus. Mit der 4-mal-400-Meter-Staffel erreichte er das Finale und belegte dort den achten Platz in 3:04,69 Minuten. Danach wurde er Tempomacher für 800-Meter-Läufe. Nach dem Ende seiner sportlichen Laufbahn wurde er Farmer. Bis zu seinem Tod war er als Schatzmeister der National Association of Kenyan Olympiads (NAKO) tätig. Sein Wettkampfgewicht betrug 72 kg bei einer Körpergröße von 1,88 m.
Er wurde am 1. Januar 2008 während gewalttätiger Ausschreitungen nach der Präsidentschaftswahl in Kenia ermordet.